# Suiza sajona
La Suiza sajona (en alemán: Sächsische Schweiz) es una pequeña región natural de Alemania ubicada en la parte más oriental del estado federado de Sajonia. Ocupa gran parte del distrito que lleva su nombre: Distrito de Suiza Sajona.
La Suiza sajona es una zona de escalada montañosa y un parque nacional alrededor del valle del Elba, al sureste de Dresde. Junto con la Suiza bohemia en la República Checa forma las montañas de arenisca del Elba. Solo la Suiza sajona tiene unos 1000 picos de escalada, así como varias simas. La zona es popular entre los locales de Dresde y escaladores internacionales y ofrece diversas opciones turísticas de senderismo en sus entornos naturales. La fortaleza de Königstein es un hito muy conocido.
El nombre de Sächsische Schweiz se empezó a utilizar en el siglo XVIII por iniciativa de los dos artistas suizos Adrian Zingg y Anton Graff que la denominaron así cuando viajaron a la zona, ya que les recordó a su Suiza natal, sobre todo a la cordillera del Jura.

## Galería

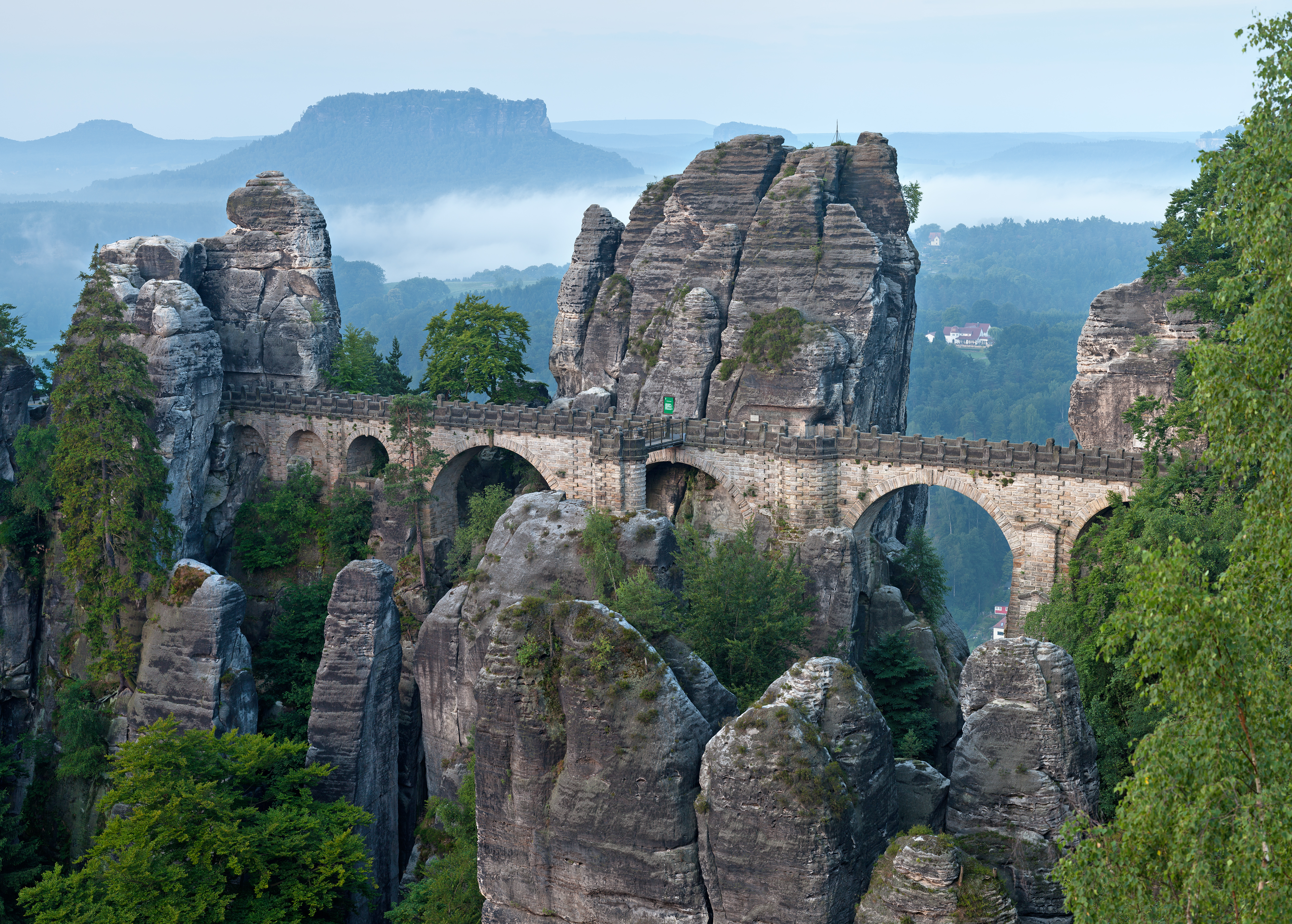
El Bastei, en las montañas de arenisca del Elba, desde el mirador Ferdinandstein, en lo alto del Wehltürme; al fondo, el Lilienstein.
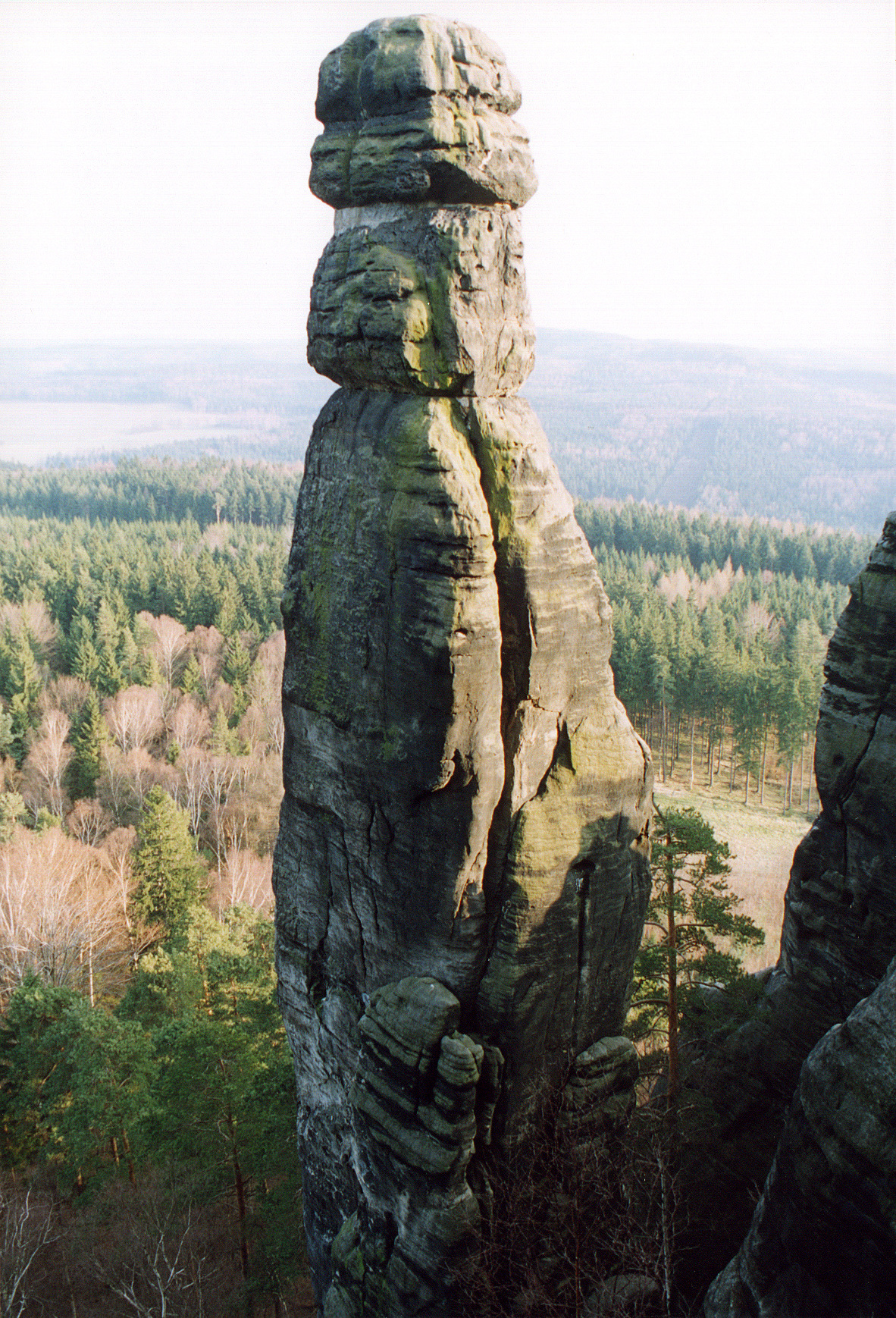
La Barbarina en Pfaffenstein.
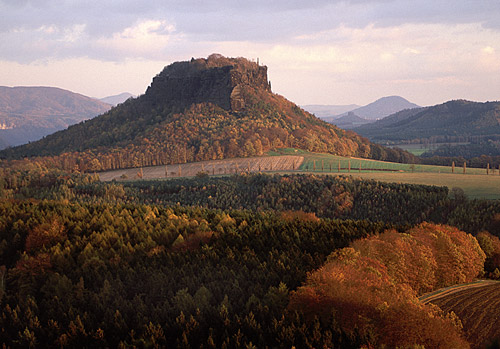
El Lilienstein al atardecer.